# Eunidia minor
Eunidia minor là một loài bọ cánh cứng trong họ Cerambycidae.